# NGC 3077
NGC 3077 is een spiraalvormig sterrenstelsel in het sterrenbeeld Grote Beer. Het hemelobject ligt 12,46 miljoen lichtjaar van de Aarde verwijderd en werd op 8 november 1801 ontdekt door de Duits-Britse astronoom William Herschel.

## Synoniemen
- UGC 5398
- MCG 12-10-17
- ZWG 333.13
- IRAS 09592+6858
- PGC 29146
- Struve 3